# Илија Гутеша
Илија Гутеша (Брувно, Лика, 1. август 1825 — Загреб 11. септембар 1894) био је српски трговац, политичар, добротвор.

## Биографија
Рођен је у Брувну, у личкој Војној граници у породици сељака. Отац му се звао Тодор, а мајка Јелена. Основну школу похађао је у Грачацу, након тога се запослио као писар у Брувну. Две године после отишао је у Карловац на трговачки наук. Након завршетка трговачког наука, Гутеша је дошао у Загреб и запослио се као књиговођа у трговини Николе Николића. Тргујући житом и брашном осамосталио се већ 1852. године и отворио властиту трговину.
Током 1859. године истицао се у противњемачким демонстрацијама у Загребу. Такође је подстицао противратно расположење међу крајишницима који су полазили на италијанско ратиште. Због тога је био осуђен на три године затвора. Казну је издржавао у Оломоуцу, Јозефстадту и Терезиенстадту у Чешкој. Након изласка из затвора Гутеша је отишао у Далмацију. Године 1869, Крајишници су га изабрали за свог посланика у Хрватском сабору. Заступао је унионистичке политику, као и прота Никола Беговић и барон Јован Живковић, чије је смернице одредио Светозар Милетић. Заузимао се за побољшање положаја крајишника који су све више сиромашили.
За време велике глади у Лици 1874. године Гутеша је скупио 20.000 форинти и раздијелио их сиротињи. За босанско-херцеговачког устанка организовао је доставу хуманитарне помоћи бегунцима. Помоћ је већином долазила из Немачке и Швајцарске, али је и Гутеша лично дао велика средства. Године 1877, био је именован чланом „Босанско-херцеговачке народне владе“. Црногорски кнез Никола одликовао га је Витешким крстом Данилова реда за заслуге у српско-турском рату. Добио је и Српски крст за заслуге.
Више пута био је биран за посланика у загребачком Градском поглаварству. У два маха, 1874. и 1881. године биран је у Црквено-народни сабор у Карловцима. У службу српске владе ступио је 25. маја 1868. године. Био је активан и за време устанка у Босни од 1875. до 1877. године, када је постао председник загребачког одбора за помоћ босанским избеглицама. Године 1878, постао је члан привремене босанске владе. Био је чланом Трговачко-занатске коморе, подупирајући чланом Хрватског археологичког друштва у Загребу, комесаром Друштва „Човечанство“ за Горњи град, те један од оснивача и чланова управе Осигуравајуће задруге „Кроација“ (данашње Croatia осигурање).
Залагао се да се Босна ослободи и припоји Србији, а ако се то не може извести одмах, треба се привремено задовољити аутономијом, па чак и аустријском влашћу. Овакво решење видео је као етапу на путу ка коначном уједињењу свих Јужних Словена. Огледао се иу писаној речи, као аутор брошуре „Упознајмо се“, која је двојезично штампана у Загребу 1880. године, а односи се на слогу Срба, Хрвата, Словенаца и Муслимана.
Доследно привржен идејама слоге и сарадње Срба и Хрвата, Гутеша се нашао међу српским политичарима какви су били Јован Јовановић Змај, Михајло Полит-Десанчић, Богдан Медаковић, барон Јован Живковић и прота Манојло Грбић, који су под неким условима прихватали Споразум са Хрватима из редова Независне народне странке познате као „обзораши“, 1890. године.
Супруга Илије Гутеша звала се Анка. У браку с њом Илија Гутеша имао је два сина: Спасомира и Владимира.